# Samorząd gminny
Samorząd gminny – wyodrębniony w strukturze państwa związek społeczności lokalnej funkcjonujący w randze gminy, który z mocy prawa powołany jest do samodzielnego wykonywania zadań administracji publicznej, a także wyposażony w materialne środki umożliwiające realizację nałożonych jej zadań.
Gmina jest podstawową jednostką samorządu terytorialnego w Polsce. Rolę gminy szczegółowo określa ustawa z dnia 8 marca 1990 r. o samorządzie gminnym.
Wyróżnia się trzy rodzaje gmin: miejskie, miejsko-wiejskie i wiejskie (zbiorowe, wielowioskowe). Rada gminy może w obrębie gminy tworzyć mniejsze jednostki administracyjne (tzw. jednostki pomocnicze gminy): sołectwa, dzielnice, osiedla lub inne jednostki.
Gmina realizuje zadania poprzez swoje organy: radę gminy (organ stanowiący i kontrolny) oraz wójta, burmistrza lub prezydenta miasta (organ wykonawczy). Rada gminy może także stworzyć młodzieżową radę gminy o charakterze konsultacyjnym lub gminną radę seniorów o charakterze konsultacyjnym, doradczym i inicjatywnym.

## Sprawy podległe samorządowi gminnemu
- ładu przestrzennego, gospodarki nieruchomościami,
- ochrony środowiska i przyrody oraz gospodarki wodnej,
- gminnych dróg, ulic, mostów, placów oraz organizacji ruchu drogowego
- wodociągów i zaopatrzenia w wodę, kanalizacji, usuwania i oczyszczania ścieków komunalnych, utrzymania czystości i porządku oraz urządzeń sanitarnych, wysypisk i unieszkodliwiania odpadów komunalnych, zaopatrzenia w energię elektryczną i cieplną oraz gaz,
- lokalnego transportu zbiorowego,
- ochrony zdrowia,
- pomocy społecznej, w tym ośrodków i zakładów opiekuńczych,
- gminnego budownictwa mieszkaniowego,
- edukacji publicznej,
- kultury, w tym bibliotek gminnych i innych placówek upowszechniania kultury,
- kultury fizycznej i turystyki, w tym terenów rekreacyjnych i urządzeń sportowych,
- targowisk i hal targowych,
- zieleni gminnej i zadrzewień,
- cmentarzy gminnych,
- porządku publicznego i bezpieczeństwa obywateli oraz ochrony przeciwpożarowej i przeciwpowodziowej, w tym wyposażenia i utrzymania gminnego magazynu przeciwpowodziowego,
- utrzymania gminnych obiektów i urządzeń użyteczności publicznej oraz obiektów administracyjnych,
- polityki prorodzinnej, w tym zapewnienia kobietom w ciąży opieki socjalnej, medycznej i prawnej,
- wspierania i upowszechniania idei samorządowej,
- promocji gminy,
- współpracy z organizacjami pozarządowymi,
- współpracy ze społecznościami lokalnymi i regionalnymi innych państw.

Gmina miejska na prawach powiatu wykonuje ponadto zadania samorządu powiatowego.

## Kompetencje wójta, burmistrza, prezydenta miasta
- wykonywanie uchwał
- przygotowywanie projektów uchwał
- przygotowywanie projektu budżetu
- sprawowanie funkcji kierownika urzędu
- reprezentowanie gminy na zewnątrz

Prezydent miasta na prawach powiatu wykonuje ponadto zadania zarządu powiatu i starosty.

## Działalność inwestycyjna gmin
Wydatki inwestycyjne podejmowane przez organy samorządu gminnego mają na celu powiększenie jej majątku oraz jej rozwój społeczny i gospodarczy. Gmina, dysponując znaczną samodzielnością realizacji zadań, posiada również rozległy zasięg wydatkowania środków. Największy zakres swobody posiada ona w przypadku wydatków inwestycyjnych, ponieważ sama decyduje o wyborze kierunku inwestowania w zakresie zadań własnych.
Inwestycje podejmowane przez samorządy są podstawowym czynnikiem rozbudowy lokalnej infrastruktury technicznej i społecznej, a w konsekwencji powiększenia majątku gminy. Z tych właśnie względów wielkość inwestycji traktowana jest jako ważny wskaźnik jej rozwoju i kondycji finansowej. Inwestowanie jest jednak możliwe dopiero po pokryciu przez gminę koniecznych wydatków bieżących. Realny poziom inwestycji, jako wyraz skłonności gmin do inwestowania, jest bardzo silnie skorelowany z dochodami gmin, a zwłaszcza z wysokością dochodów własnych. Wszystkie wydatki, jakie ponosi gmina na wytworzenie lub odtworzenie składników majątku gminy, uważa się za środki, które pozytywnie wpływają na rozwój gminy i sytuację jej mieszkańców. Inwestycje zrealizowane przez gminę mogą generować jej przyszłe dochody, w przypadku inwestycji publicznych bardziej niż korzyści finansowe pożądane są jednak korzyści społeczne i użytkowe. Ich służebny charakter wynika stąd, że zaspokajają podstawowe i codzienne potrzeby ludności, jednostek gospodarczych oraz instytucji zlokalizowanych na terenie gminy.
Wydatki inwestycyjne gmin oraz ich struktura działowa i rodzajowa są w zasadniczej mierze wypadkową sytuacji dochodowej gminy, jej dynamiki oraz przyjętej przez gminy strategii rozwoju i zagospodarowania przestrzennego, a znaczenie poszczególnych funkcji inwestycji w gminach jest zmienne w czasie i uwarunkowane sytuacją gospodarczą kraju oraz ustawodawstwem dotyczącym samorządów lokalnych.